# Lasso (Andrés Lazo)
Pour les articles homonymes, voir Lasso.
Andrés Vicente de Jesús Lazo Uslar, connu professionnellement sous le nom de Lasso, né le 18 février 1988 à Caracas, est un chanteur et musicien vénézuélien. Son nom de scène proviendrait d'une chanson du groupe français de pop-rock et de musique électronique Phoenix dont l'album Wolfgang Amadeus Phoenix, publié en 2009, contient une chanson dont le titre est Lasso.

## Famille et vie privée
Andrés Lazo est le fils d'Henrique Lazo, musicien, comédien, journaliste, animateur radio, humoriste, metteur en scène et directeur de films, vénézuélien et de la dessinatrice Carolina Uslar. Il est le neveu de l'actrice Mimí Lazo et le cousin de l'actrice, écrivaine, présentatrice de télévision et gagnante du concours MasterChef Latino (es), Sindy Lazo (es). 
Il a étudié l'Ingénierie des systèmes pendant deux ans à l'Université Métropolitaine de Caracas (UNIMET) (es) avant d'abandonner ses études pour entreprendre une carrière de musicien.
Il a été le compagnon, de 2011 à 2018, de l'actrice, mannequin, chanteuse, danseuse et influenceuse Sheryl Rubio.

## Carrière
Il crée en 2007 avec quelques amiis le groupe Karnivali avec lequel ils enregistrent un album. En 2011, Il enregistre un premier album sous son nom personnel et accède à la notoriété en interprétant le personnage de Calixto Sánchez Pelaez dans la série télévisée Nacer contigo, une adaptation modernisée du roman classique de Fernando de Rojas, La Celestina, o Tragicomedia de Calisto y Melibea, produite par la chaîne de télévision Televen, dans laquelle il interprète aussi la chanson de la bannde d'annonce « Te veo ».

## Discographie

### Albums
- 2011 Sin otro sentido
- 2012 Sin otro sentido+

## Filmographie
| Telenovelas | Telenovelas   | Telenovelas     | Telenovelas | Telenovelas |
| Année       | Telenovela    | Personnage      | Chaîne      |             |
| ----------- | ------------- | --------------- | ----------- | ----------- |
| 2012        | Nacer contigo | Calixto Sánchez | Televen     |             |

## Sources
- (es) « Lasso: Biografía, música, novia y MÁS » [html], sur SoloEnVenezuela, Miami, Katara Creativa (consulté le 14 novembre 2022).
- (es) « Lasso - biografia » [html], sur Last fm, Londres, Last FM Ltd. (consulté le 14 novembre 2022).